# 布引村
布引村（ぬのびきむら）は三重県阿山郡にあった村。現在の伊賀市の北東部、服部川流域、国道163号沿線の平野部と山間部の境にあたる。

## 地理
- 河川：服部川

## 歴史
- 1889年（明治22年）4月1日 - 町村制の施行により、川北村・広瀬村・奥馬野村・中馬野村・坂下村の区域をもって山田郡布引村が発足。
- 1896年（明治29年）4月1日 - 所属郡が阿山郡に変更。
- 1955年（昭和30年）4月13日 - 山田村・阿波村と合併して大山田村が発足。同日布引村廃止。

## 交通

### 道路
- 国道163号